# Oléac-Debat
Oléac-Debat is een gemeente in het Franse departement Hautes-Pyrénées (regio Occitanie) en telt 94 inwoners (2009). De plaats maakt deel uit van het arrondissement Tarbes.

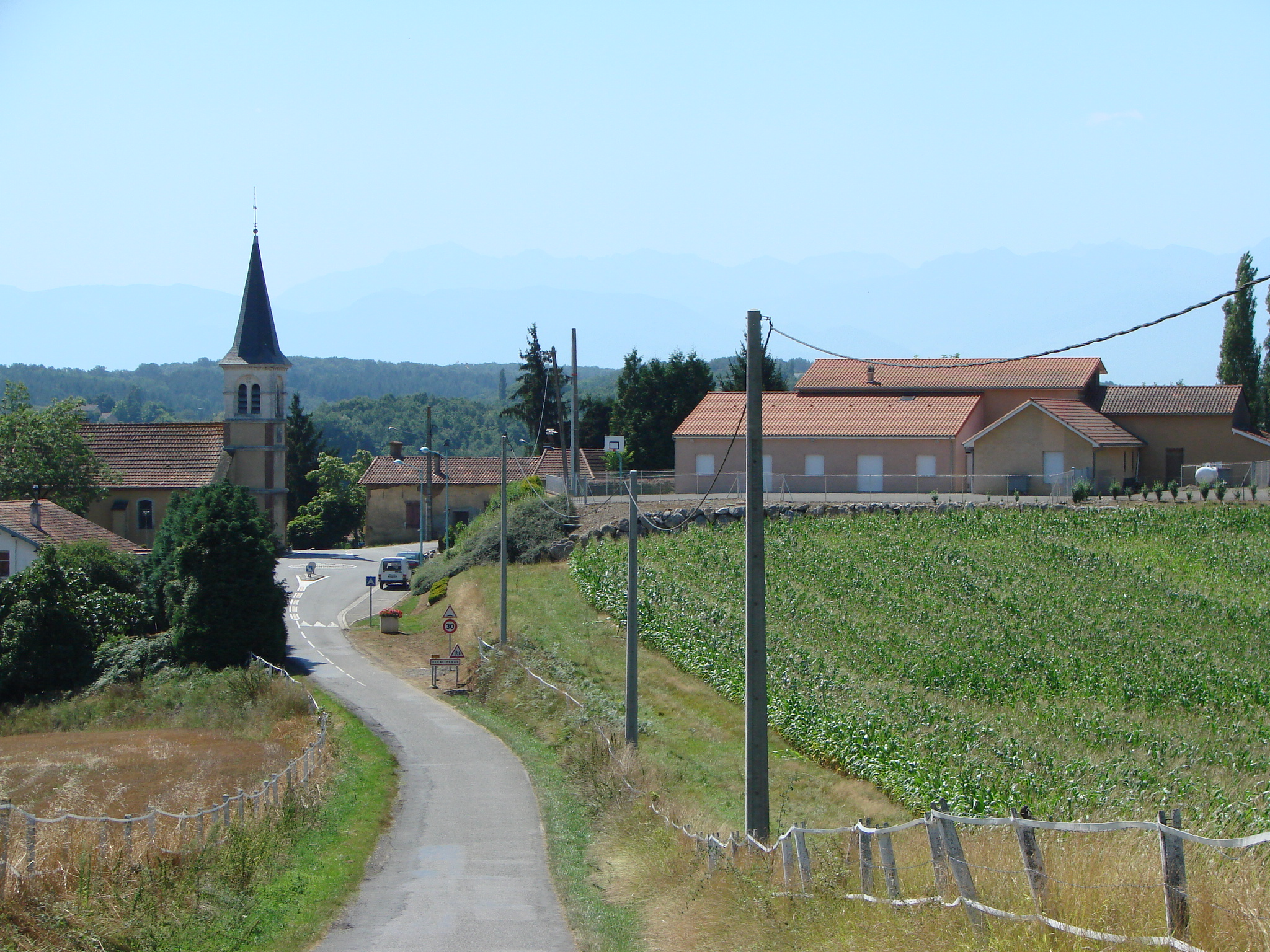
Het dorp
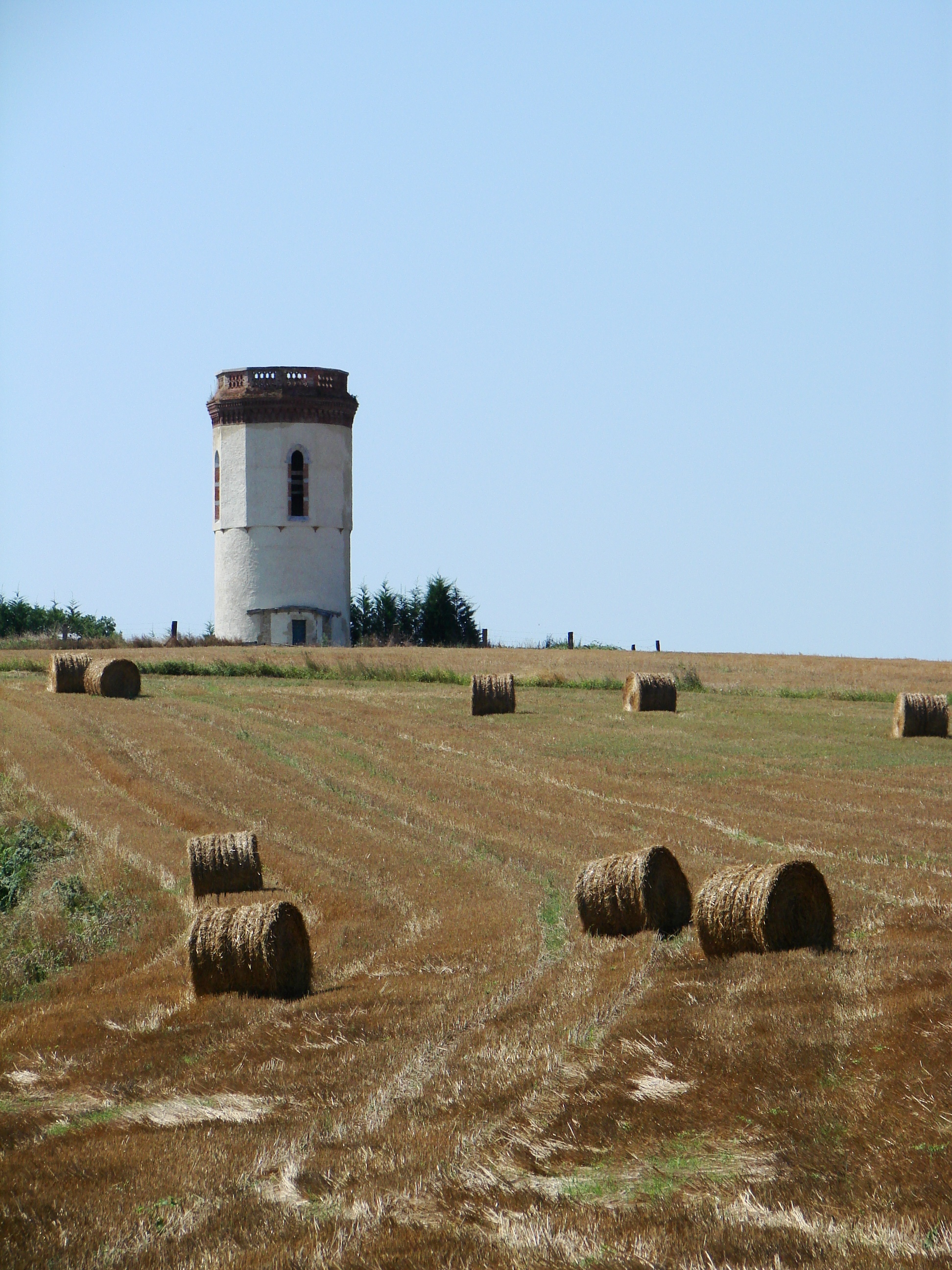
Toren

## Geografie
De oppervlakte van Oléac-Debat bedraagt 1,9 km², de bevolkingsdichtheid is dus 49,5 inwoners per km².

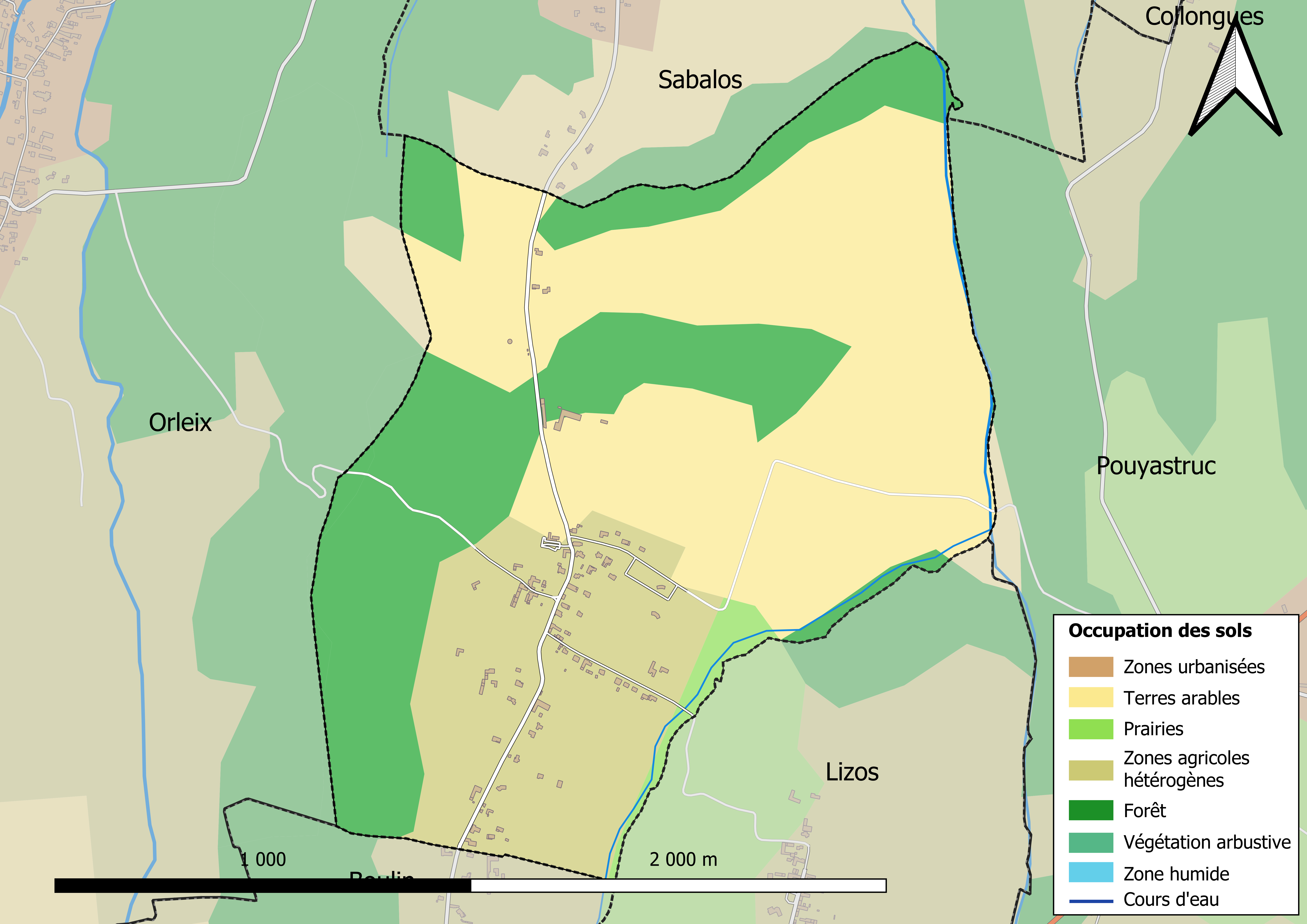
Kaart van de gemeente met belangrijkste infrastructuur, bodemgebruik en omliggende gemeenten

## Demografie
Onderstaande figuur toont het verloop van het inwonertal (bron: INSEE-tellingen).